# Roland Kirchler
Roland Kirchler (ur. 29 września 1970 w Innsbrucku) – austriacki piłkarz występujący na pozycji pomocnika, a także trener.

## Kariera klubowa
Kirchler seniorską karierę rozpoczynał w 1987 roku w klubie WSG Wattens. Jego barwy reprezentował przez 3 lata, a potem przeszedł do Tirolu Innsbruck z Bundesligi, z którym w 1991 roku wywalczył wicemistrzostwo Austrii, a w 1993 roku Puchar Austrii. W latach 2000–2002 trzykrotnie zdobył z nim natomiast mistrzostwo Austrii.
W 2002 roku Kirchler przeszedł do chińskiego Beijing Guo’an. W tym samym roku jednak wrócił do Austrii, gdzie został graczem Austrii Salzburg (Bundesliga). Zadebiutował tam 10 sierpnia 2002 w wygranym 1:0 ligowym pojedynku z Grazerem AK. W Salzburgu spędził 1,5 roku.
Na początku 2004 roku odszedł do ekipy SV Pasching, także grającej w Bundeslidze. Pierwszy ligowy mecz zaliczył tam 1 sierpnia 2003 przeciwko Admirze Wacker Mödling (3:1). W Paschingu również występował przez 1,5 roku.
W 2005 roku ponownie został graczem Austrii Salzburg, noszącej już nazwę Red Bull Salzburg (Bundesliga). W styczniu 2007 przeniósł się do innego zespołu Bundesligi – SCR Altach. Zadebiutował tam 24 lutego 2007 w przegranym 1:2 spotkaniu z Rapidem Wiedeń. W Altach spędził 1,5 roku.
W 2008 roku został grającym trenerem klubu WSG Wattens z Regionalligi Süd.

## Kariera reprezentacyjna
W reprezentacji Austrii Kirchler zadebiutował 10 marca 1993 w wygranym 2:1 towarzyskim meczu z Grecją. W latach 1993–2005 w drużynie narodowej rozegrał w sumie 28 spotkań i zdobył 5 bramek.